# Euphaedra afzelli
Euphaedra afzelli är en fjärilsart som beskrevs av Felder 1867. Euphaedra afzelli ingår i släktet Euphaedra och familjen praktfjärilar. Inga underarter finns listade i Catalogue of Life.